# Raionul Zinkiv, Poltava
Zinkiv (în ucraineană Зіньківський район, transliterat: Zinkivskîi raion) este un raion în regiunea Poltava, Ucraina. Reședința sa este orașul Zinkiv.

## Demografie
Componența lingvistică a raionului Zinkiv
     Ucraineană (96,97%)
     Rusă (2,28%)
     Alte limbi (0,26%)
Conform recensământului din 2001, majoritatea populației raionului Zinkiv era vorbitoare de ucraineană (96,97%), existând în minoritate și vorbitori de rusă (2,28%).